# Suhi led
Suhi led je ugljikov(IV) oksid (CO2) u krutom (čvrstom) stanju na temperaturi od -79 °C i obično se koristi u obliku peleta. Suhi led je bez okusa i neutralnog mirisa, a bakterijski je statičan. Idealan je izvor hladnoće za potrebe skladištenja i hlađenja tijekom prijevoza namirnica koje se lako kvare i proizvoda koji se moraju zamrznuti. Pomoću suhog leda sigurnog se mogu održati temperature između -25 °C i +10 °C.
Pelete suhog leda na temperaturi od -80 °C se pomoću mlaznog uređaja ubrzavaju do brzine od cca. 300 m/s. Na taj način sloj prljavštine se u sekundi ohladi. Stvaranjem napuklina i krtošću prljavština se odvaja pomoću stlačenog zraka. Suhi led isparava i prljavština ostaje na dnu.
Zahvaljujući svojstvu sublimacije, izravnog prijelaza iz krutog u plinovito stanje, ima široku primjenu u prehrambenoj industriji, vinarstvu, hlađenju namirnica i u prijevozu. Primjenjuje se i kao učinkoviti sredstvo za odmašćivanje, ulja, masti, tvari na bazi voska, smole, ljepila i čišćenje proizvodnih ostataka, organskih tvari, grafita, itd. Ima primjenu u ugostiteljstvu i medicini.
Prednosti su mu: ekološki neškodljiv, nema troškova zbrinjavanja, nema površinskih oštećenja kod čišćenja, kratko razdoblje stajanja postrojenja, nema oštećenja zbog vlage i tako dalje.

## Vanjske poveznice
Sestrinski projekti
|  | Zajednički poslužitelj ima još gradiva o temi Suhi led |